# Terminatief
De terminatief is een naamval met als hoofdbetekenis "naar/tot(aan)" (plaats en tijd). Deze naamval komt vooral voor in Fins-Oegrische talen, het Sumerisch, Mongools en Tibetaans.

## Fins-Oegrische talen

### Estisch
In het Estisch wordt de terminatief gemarkeerd door middel van het suffix -ni:
- jõeni: "naar de rivier" / "tot aan de rivier"
- kella kuueni: "tot zes uur"

### Hongaars
In het Hongaars wordt het suffix -ig gebruikt:
- a házig: "tot (aan) het huis"
- hat óráig / hatig: "tot zes uur"

Er kan ook mee worden aangegeven hoelang iets geduurd heeft:
- hat óráig: "gedurende zes uur" / "zes uur lang"
- száz évig: "gedurende honderd jaar"

Het is niet altijd duidelijk bij welk interval de terminatief hoort:
- A koncertig maradtam.: "Ik bleef totdat het concert eindigde/begon"
- Mondj egy számot 1-től 10-ig!: "Noem een getal tussen 1 en 10/Van 1 tot 10"

Het overeenkomend vragend voornaamwoord is Meddig?, dat niets anders is dan de terminatief van Mi? ("wat?").

## Mongoolse talen
In het Kalmuks komt de terminatief met de uitgang -ča of -če nog voor, bijvoorbeeld: xōlāčā "tot aan de keel". Deze naamval is aan het verdwijnen.

## Sumerisch
| ki-bi-še                     | baninĝar                |
| Plaats-zijn-terminatief      | hij legde het daar neer |
| "Hij legde het op zijn plek" |                         |